# Alliopsis albipennis
Alliopsis albipennis este o specie de muște din genul Alliopsis, familia Anthomyiidae. A fost descrisă pentru prima dată de Ringdahl în anul 1928. Conform Catalogue of Life specia Alliopsis albipennis nu are subspecii cunoscute.